# Mathew Duncan Ector
Mathew Duncan Ector (28 février 1822 - 29 octobre 1879) est un législateur américain, juriste texan et général dans l'Armée des États confédérés durant la guerre de Sécession. Son nom est donné au comté d'Ector, aux États-Unis.

## Jeunesse
Mathew Duncan Ector est né dans le comté de Putnam, en Géorgie. Il est le fils de Hugh et Dorothy Ector. La famille déménage à Greenville, en Géorgie, peu après. Il fait ses études au Centre College (en) de Danville, Kentucky, avant de pratiquer le droit au service de Hiram B. Warner (en). Il se marie avec Louisa Phillips ,en 1842. Mathew Duncan Ector n'exerce qu'un seul mandat à l'assemblée législative de l'État de Géorgie, en 1842. Sa femme meurt en 1848 et il déménage en Californie, pour une courte période avant de s'installer au Texas, en 1850. 
Il est admis au barreau, en 1851, à Henderson, au Texas, et commence à pratiquer le droit. La même année, il épouse Letitia Graham. En 1856, il est élu à la Chambre des représentants du Texas, du comté de Rusk.
Sa fille Anne Ector Pleasant va s'illustrer comme enseignante et féministe en Louisiane au début du XXe siècle.

### Source de la traduction
- (en) Cet article est partiellement ou en totalité issu de l’article de Wikipédia en anglais intitulé « Mathew Ector » (voir la liste des auteurs).